# 얀 후데츠
얀 후데츠(체코어·영어: Jan Hudec, 1981년 8월 19일~)는 캐나다과 체코의 알파인 스키 선수이다. 체코슬로바키아에서 태어나 1986년에 가족들과 캐나다로 이주하여 캐나다 국가대표 선수로 활동하였다. 2014년 동계 올림픽에서 슈퍼대회전 부문 동메달을 획득했으며, 이는 캐나다가 20년만에 획득한 올림픽 남자 알파인 스키 메달이다. 이후 2017년에 체코 국적을 회복하여 체코 국가대표로 활동했다.